# 아니오스
아니오스(Anius)는 그리스 신화에 나오는 델로스 섬의 왕이다. 아폴론이 스타필로스의 딸 로이오와 관계하여 낳은 아들이다. 디오니소스와 아리아드네의 아들 스타필로스는 딸이 처녀의 몸으로 임신하자 화가 나서 상자에 넣어 바다에 띄웠다. 바다를 표류하던 로이오는 델로스섬에 닿아 그곳에서 아니오스를 낳았다. 아폴론은 로이오의 기도를 받아들여 아니오스에게 예언 능력을 주었으며, 아니오스는 델로스섬의 왕이 되었을 뿐 아니라 아폴론의 사제로서 종교적 의식을 집행하였다. 아니오스의 자식들은 신들에게서 특별한 능력을 부여받았다. 아들 안드로스는 아폴론으로부터 예언 능력을 받았으며, 자신의 이름을 딴 안드로스 섬의 왕이 되었다. 세 딸 엘라이스, 오이노, 스페르모는 외할아버지 격인 디오니소스로부터 각각 올리브(엘라이스), 포도(오이노), 보리(스페르모)를 자라게 하는 능력을 받았다. 이 능력 때문에 세 자매는 트로이 전쟁이 벌어지는 동안 그리스군에게 붙잡혀 가서 군량을 마련하라는 명령을 받았다. 세 자매는 안드로스의 섬으로 도망쳤으나, 안드로스는 그리스군의 총사령관 아가멤논의 협박에 못 이겨 누이동생들을 넘겨주고 말았다. 다시 포로가 된 세 자매가 디오니소스에게 구원을 요청하자, 디오니소스는 이들을 비둘기로 변신시켜 도망치게 하였다.